# Mufti
Mufti – muzułmański prawnik i teolog wydający oficjalne interpretacje w sprawach życia państwowego i prywatnego, związanego z islamem. Swoje decyzje ogłasza w formie fatwy. Obecnie mufti działają w ramach urzędów państwowych, tzw. domów wydawania fatwy (dar al-ifta). Cieszą się znacznym autorytetem prawnym i politycznym w świecie muzułmańskim.
Stanowisko muftiego w Polsce istnieje od 28 grudnia 1925 roku. Na pierwszego muftiego Muzułmańskiego Związku Religijnego został wybrany dr filozofii i turkologii Jakub Szynkiewicz (zmarł na emigracji w Stanach Zjednoczonych). Od 20 marca 2004 roku funkcję muftiego MZR sprawuje Tomasz Miśkiewicz, wybrany podczas XV Kongresu Muzułmańskiego Związku Religijnego, jako pierwszy po 1945 roku mufti MZR w Rzeczypospolitej Polskiej. W 2008 roku na stanowisko muftiego Ligi Muzułmańskiej w RP został wybrany Nedal Abu Tabaq (z wykształcenia lekarz). Od 2022 funkcja muftiego Ligi jest sprawowana ponownie przez Tomasza Miśkiewicza.